# Hemimycena epichloë
Hemimycena epichloë är en svampart som först beskrevs av Robert Kühner, och fick sitt nu gällande namn av Rolf Singer 1943. Enligt Catalogue of Life ingår Hemimycena epichloë i släktet Hemimycena,  och familjen Mycenaceae, men enligt Dyntaxa är tillhörigheten istället släktet Hemimycena,  och familjen Chromocyphellaceae. Artens status i Sverige är: Ej påträffad. Inga underarter finns listade i Catalogue of Life.